# Connectopelma tingidoides
Connectopelma tingidoides är en insektsart som först beskrevs av Blanchard 1852.  Connectopelma tingidoides ingår i släktet Connectopelma och familjen rundbladloppor. Inga underarter finns listade i Catalogue of Life.